# 肯·查尔斯
肯尼思·M·查尔斯（英語：Kenneth M. Charles，1951年7月10日—），特立尼达和多巴哥职业篮球运动员，曾效力于美国NBA联盟。他在1973年的NBA选秀中第3轮第3顺位被布法罗勇敢者选中。